# Gli occhi del parco
Gli occhi del parco (The Watcher in the Woods) è un film del 1980 diretto da John Hough e Vincent McEveety, quest'ultimo non è accreditato.
È il primo film prodotto dalla Walt Disney Company ad avere un'ambientazione horror.
Tratto dal romanzo del 1976 A Watcher in the Woods di Florence Engel Randall, il film ebbe diversi problemi di produzione e venne ritirato dai cinema dopo la sua iniziale distribuzione avvenuta nel 1980. Il film venne nuovamente distribuito nei cinema nel 1981 con un nuovo finale.

## Trama
Il compositore americano Paul Curtis si trasferisce in Inghilterra con la moglie e le due figlie Jan ed Ellie, e si stabilisce nella vecchia casa di campagna della signora Alywood, un'abitazione gotica immersa nel verde e circondata da un bosco.
La giovane Jan è la prima a notare inquietanti particolari: gli specchi riflettono immagini non reali, in tutta la casa si sentono voci sussurranti, gli oggetti scompaiono e riappaiono dove non dovrebbero trovarsi. Ben presto tutti i nuovi ospiti capiranno che la casa nasconde un oscuro segreto risalente a 30 anni prima.

## Produzione

### Sviluppo
Il produttore Tom Leetch presentò il progetto al produttore della Disney Ron Miller, affermando che "Questo potrebbe essere il nostro Esorcista." Brian Clemens trasse dal romanzo una sceneggiatura, ma la Disney la ritenne troppo cupa e chiese a Rosemary Anne Sisson di risistemarla. La sceneggiatura venne successivamente rivista da Gerry Day nel luglio 1979. Durante le riprese, Ron Miller spesso interveniva per modificare le scene, provocando tensioni tra lui e Leetch. Miller reclutò John Hough per dirigere il film dopo aver visto il suo film precedente, Dopo la vita con Roddy McDowall.
Quando il film stava per uscire nei cinema, diversi finali alternativi furono scritti da vari autori per sostituire il finale originale. Oltre agli scrittori della Disney furono contattati numerosi scrittori di fantascienza, tra cui Robert Silverberg, Joe Haldeman e la squadra Niven/Pournelle. Nessuno dei finali alternativi venne però usato. Harrison Ellenshaw, il designer degli effetti visivi, dichiarò in seguito che c'erano "circa 152" finali possibili. Ellenshaw scrisse la versione del finale che ha accompagnato la re-release del film.

### Cast
Secondo quanto rivelato dal regista John Hough durante il suo commento audio nella versione DVD del film, Bette Davis voleva interpretare Mrs. Aylwood sia da giovane che da anziana.
Numerosi specialisti in make-up si recarono a Los Angeles per lavorare sull'attrice, ma il trucco non bastava a far sembrare molto più giovane l'attrice che aveva all'epoca già 72 anni. Dopo che Hough le parlò, Bette Davis accettò di interpretare solamente Mrs. Aylwood da anziana. L'attrice britannica Georgina Hale, contattata per interpretare Mrs. Aylwood giovane, accettò solamente perché aveva una profonda ammirazione per Bette Davis.
Per la parte di Jan era stata inizialmente pensata Diane Lane; tuttavia, a causa di alcune complicazioni, la parte venne data a Lynn-Holly Johnson, la quale aveva già avuto successo negli Stati Uniti interpretando il ruolo di una pattinatrice su ghiaccio cieca nel film del 1978, Castelli di ghiaccio.
Carroll Baker, che all'epoca viveva a Londra, venne scelta da Hough per la parte di Helen perché era un suo ammiratore. L'undicenne Kyle Richards, che interpreta la piccola Ellie, aveva precedentemente lavorato con Hough nel film Incredibile viaggio verso l'ignoto insieme alla sorella Kim.

### Riprese
Il film è stato girato principalmente agli Pinewood Studios nel Buckinghamshire, Inghilterra, e nelle zone circostanti. La casa utilizzata nel film era una casa vera presente sul posto; da allora è stata decostruita e trasformata in appartamenti. Hough usò diverse locations che erano state usate per il film Gli invasati di Robert Wise; in particolare la casa usata per le riprese de Gli invasati è stata qui utilizzata come dimora di John Keller (Ettington Park, Warwickshire).

## Finali alternativi
Furono realizzati tre diversi finali alternativi per il film, presenti tra i contenuti speciali della versione in DVD della Anchor Bay uscita nel 2002.

### Finale concepito inizialmente
Una sequenza "other world" era parte integrante del finale inizialmente concepito ma non fu mai completata.
In questo finale fa la sua comparsa l'Osservatore, un insettoide alieno scheletrico, che entrato nella cappella rapisce Jan e sparisce con essa. L'alieno conduce la ragazza su un altro pianeta dove la sua astronave si è schiantata. All'interno di essa si trova Karen, intrappolata in un prisma piramidale.
Jan allunga la mano a Karen e quando le due si abbracciano vengono teletrasportate dentro la cappella. Le ragazze poi ritornano a casa, dove Mrs. Aylwood e la figlia finalmente si riuniscono. Mentre camminano a braccetto, Jan spiega tutto ad Ellie: l'Osservatore, che è stato attivato accidentalmente da Karen durante l'eclissi solare, aveva bisogno di Jan per liberare Karen.
Gli effetti visivi per le scene "other world" non sarebbero stati completati in tempo per l'uscita del film prevista in coincidenza con i cinquanta anni di carriera cinematografica di Bette Davis. Quindi la Disney decise di riscrivere e rigirare il finale tralasciando i riferimenti all'occulto, ritenendoli troppo cupi.

### Finale cinematografico iniziale (1980)
Il primo finale cinematografico, proiettato in anteprima a New York City per una settimana, mostra solo una parte del finale che era inizialmente pensato, tralasciando tutta la sequenza "other world" e sostituendola con un interrogatorio che fa Helen a Tom, Mary e John nella cappella, dopo che Jan è scomparsa durante la loro rievocazione della seduta. In questo finale, tuttavia, è presente l'apparizione della creatura aliena che rapisce Jan e scompare nel nulla. Mentre Helen sta parlando con gli altri nella cappella, Jan riappare ed emerge da un fascio di luce, mano nella mano con Karen. Le ragazze tornano a casa, dove Mrs. Aylwood e Karen, finalmente riunite, si abbracciano nel cortile davanti a casa mentre Jan ed Ellie parlano dell'osservatore.
Questo finale di Gli occhi del parco risulta quasi incomprensibile, dando così allo spettatore l'impressione di non avere un finale. In esso è anche mancante la condanna di Mrs. Aylwood sulla ricreazione della seduta sulla base del fatto che era stregoneria. Dopo una settimana di anteprima, il film venne accolto male dalla critica e dal pubblico, che considerava gli effetti speciali usati per l'alieno come troppo irrealistici, e venne ritirato dai cinema. Dopo che il film fu ritirato iniziò subito la realizzazione di un finale differente, senza però interpellare il regista Hough.

### Finale cinematografico (1981)
Quella uscita nelle sale nel 1981 è la versione ufficiale del film ed è quella reperibile su tutte le VHS e i DVD. In questo finale l'aspetto dell'Osservatore è completamente diverso da quello precedente nonché meno minaccioso ma più soprannaturale; mentre prima aveva l'aspetto di un insettoide alieno, qui compare sotto forma di un'ectoplasmatica colonna di luce. La natura di Karen e il Watcher's switch viene spiegato chiaramente da Ellie nella cappella mentre è posseduta dall'Osservatore. Il nuovo finale e le scene della foresta che hanno sostituito i titoli di testa originali sono state tutte dirette da Vincent McEveety anche se non è stato accreditato a causa di alcune norme sindacali.

## Riconoscimenti
| Anno | Premio             | Categoria                          | Ricevente     | Risultato   |
| ---- | ------------------ | ---------------------------------- | ------------- | ----------- |
| 1982 | Young Artist Award | Miglior giovane attrice in un film | Kyle Richards | Candidato/a |
| 1982 | Saturn Award       | Miglior attrice non protagonista   | Kyle Richards | Candidato/a |
| 1982 | Saturn Award       | Miglior film internazionale        | N.D.          | Candidato/a |